# 1150 Achaia
Az 1150 Achaia (ideiglenes jelöléssel 1929 RB) a Naprendszer kisbolygóövében található aszteroida. Karl Wilhelm Reinmuth fedezte fel 1929. szeptember 2-án, Heidelbergben.